# Карън Кливланд
Карън Кливланд (на английски: Karen Cleveland) е американска писателка на произведения в жанра трилър и шпионски роман.

## Биография и творчество
Карън Кливланд е родена в САЩ. Израства във Флорида. Завършва Университета на Флорида. Получава магистърска степен по Международни изследвания на мира от Тринити Колидж Дъблин, където следва като стипендиант на „Фулбрайт“, и магистърска степен по Публична политика от Харвардския университет. След дипломирането си работи във Вашингтон, последните осем като анализатор в ЦРУ, като първоначално работи в Русия, а по-късно се премества в Центъра за борба с тероризма на ЦРУ, където се фокусира предимно върху Пакистан и Сирия. Пише доклади за Белия дом и висши политици. Завършва програмата за напреднали анализатори на ЦРУ. Последните шест месеца работи в сътрудничество с ФБР към съвместната работна група за борба с тероризма. За работата си получава множество награди за изпълнение. Започва да пише през 2016 г. по време на едногодишен неплатен отпуск по майчинство след раждането на втория си син.
Първият ѝ роман „Трябва да знам“ е издаден през 2018 г. Анализаторката в ЦРУ Вивиан Милър открива в компютъра на потенциален руски шпионин тайна папка със снимките на внедрени чужди агенти, а един от тях се оказва съпругът ѝ. Тя трябва да направи избор между семейството и страната си, между клетвата и любовта. Романът става бестселър в списъка на „Ню Йорк Таймс“ и я прави известна. Издаден в повече от 30 страни по света.
През 2019 г. е издаден вторият ѝ роман „В безопасност“. Специален агент Стефани Мадокс е шеф на отдел „Вътрешни разследвания“ във ФБР. Тя е самотна майка и е готова на всичко за 17-годишния си син Закари. Но един ден намира в стаята му зареден пистолет, а неин колега от звеното за борба с тероризма я уведомява, че е заподозрян в анархистка дейност. Предполага, че това може да е атака срещу самата нея заради работата ѝ и започва собствено разследване въпреки забраната на ФБР.
Карън Кливланд живее със семейството си в Северна Вирджиния.

## Произведения

### Самостоятелни романи
- Need to Know (2018)[1]
Трябва да знам, изд.: ИК „Обсидиан“, София (2018), прев. Елка Виденова
- Keep You Close (2019)[2]
В безопасност, изд.: ИК „Обсидиан“, София (2019), прев. Боян Дамянов
- You Can Run (2021)[4]
- The New Neighbor (2022)